# Hotel Very Welcome
Hotel Very Welcome ist ein deutscher Kinofilm der Regisseurin Sonja Heiss, der am 29. November 2007 in die Kinos kam. Hauptdarsteller ist unter anderem der aus The IT Crowd bekannte Chris O’Dowd.

## Handlung
Der Film verfolgt die Erlebnisse von fünf Rucksacktouristen in Thailand und Indien. Josh und Adam sind eigentlich Freunde, die an Frauen und Strandparties interessiert sind. Ihre Freundschaft zerbricht, als der eine kein Geld mehr hat und auf die Gnade des anderen angewiesen ist. Svenja steckt in einem Hotelzimmer in Bangkok und telefoniert tagelang mit einem Callcenter, um einen Flug zu bekommen. Dabei geht sie fast so etwas wie eine Beziehung mit dem Mitarbeiter ein, obwohl sich beide sprachlich kaum verstehen. Liam reist durch Indien auf der Suche nach Drogenerlebnissen. Marion besucht einen Ashram und nimmt an Gruppenerlebnissen teil. Als sie davon genug hat, trifft sie Liam, der seinen Rückflug verpasst hat.

## Kritiken
„In einer hinreißend komischen Szenenfolge verbindet der Film Fiktives mit Dokumentarischem, wobei die Möglichkeiten einer globalisierten Sinnsuche ironisch hinterfragt werden. Dabei verdichtet er sich zu einem leichten, dennoch kritischen Generationsporträt mit Tiefgang.“

„Sonja Heiss verwebt in ihrem ausgezeichneten HFF-Abschlussfilm Fiktion mit dokumentarischen Elementen und konzentriert sich auf vier Episoden von Travellern in Asien. Mit Gespür für Komik und Wirklichkeitsnähe lotet sie Situationen aus, die das Image vom Backpacker als Abenteurer entmystifiziert. Witzig und nachdenklich zugleich.“

## Auszeichnungen
- First Steps Award 2007
- Besondere Auszeichnung beim Festival des deutschen Films 2007
- Publikumspreis beim Festival des deutschen Films 2007
- DIALOGUE en Perspective - Special Mention bei der Berlinale 2007
- Gewinner des Fünf Seen Filmpreises 2007, Hauptpreis des Fünf Seen Filmfestival